# Wide West
El Wide West fue un barco de vapor que prestó servicio en el noroeste del Pacífico de Estados Unidos. Tenía fama de barco de lujo de su época.
El Wide West fue construido en 1877 en Portland, Oregón, por la Oregon Steam Navigation Company. Fue construido enteramente de madera. El Wide West era un buque de 66,4 metros de eslora y 1200 toneladas. En el río Columbia, a diferencia del Misisipi y otros ríos del este del país, había muy pocos vapores de ruedas. El Wide West cubría el trayecto entre Portland y las Cascadas del Columbia, que en aquella época era la cabecera de la navegación. Los pasajeros tenían que desembarcar y recorrer un corto trayecto en ferrocarril alrededor de las Cascadas para embarcar en otro barco de vapor y seguir río arriba. Del mismo modo, la carga tenía que descargarse y volverse a cargar.
En 1888 el Wide West fue desmantelado. Las obras superiores y la maquinaria se utilizaron para construir otro barco de vapor, el T. J. Potter. Esto era habitual en esa época, ya que los cascos de madera se encharcaban y desgastaban, y resultaba más fácil reconstruir un barco nuevo. La parte superior y la maquinaria se reutilizaron, ya que eran más duraderas y seguían teniendo valor económico tras sólo diez años de funcionamiento.
En la práctica, a veces se denominaba al Wide West simplemente como el West.

## Hundimiento

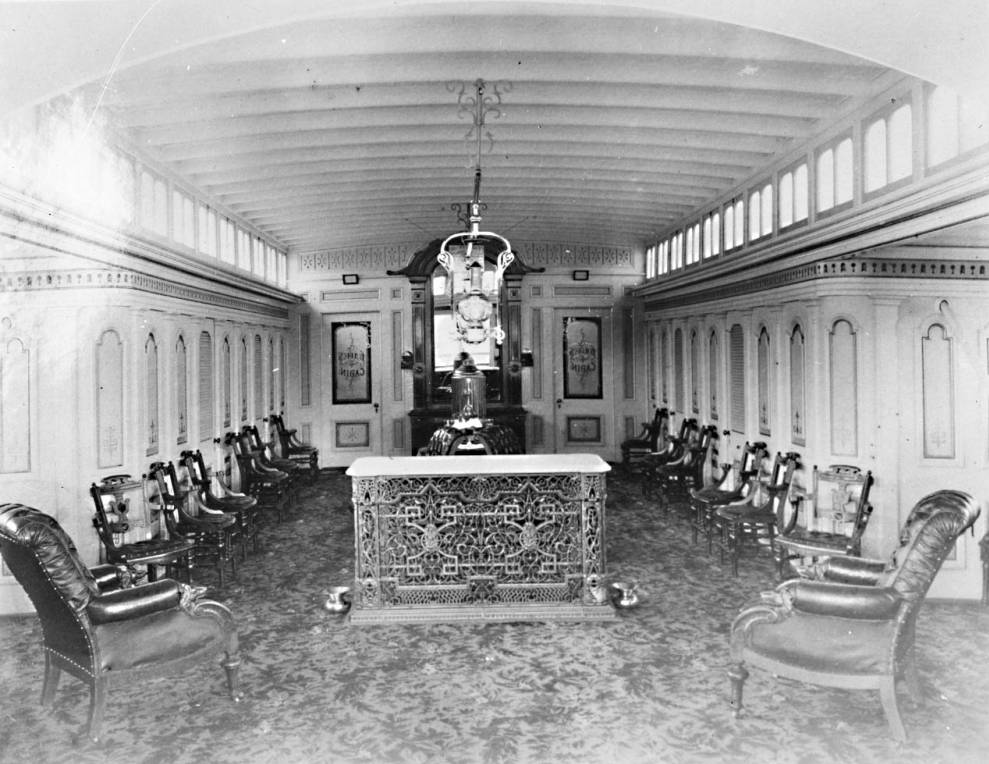
Alojamiento de pasajeros en el Wide West. Una fuente lo identifica como la cabina de las damas, pero se observa las escupideras en la alfombra al lado del radiador con cubierta de mármol.

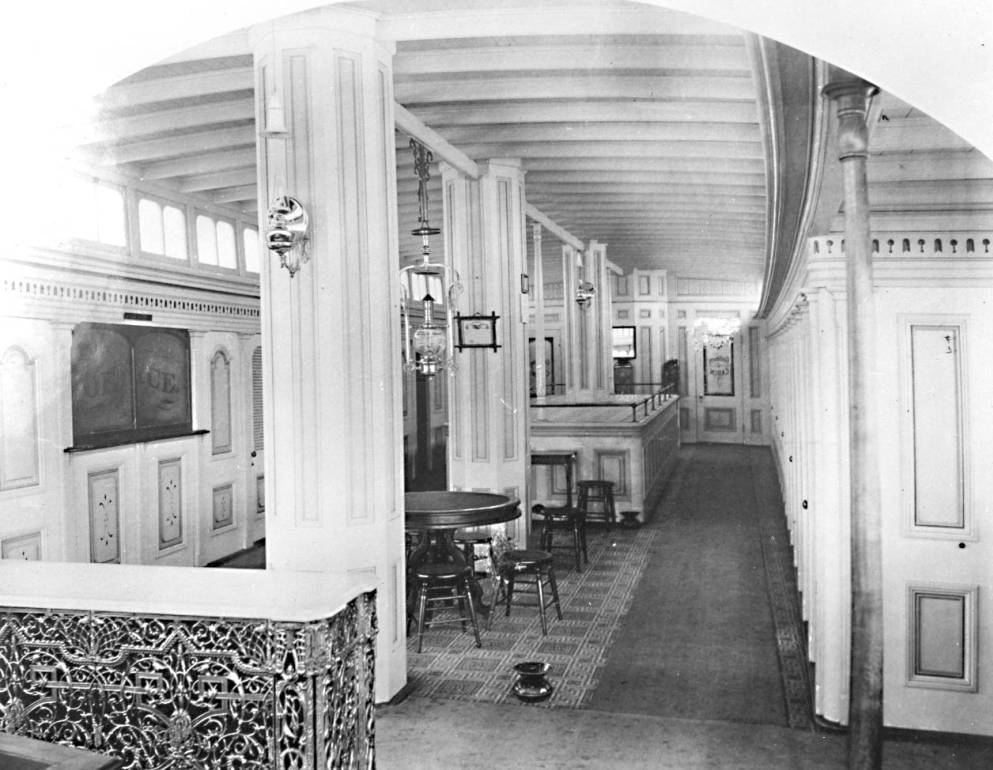
Alojamiento de pasajeros en proa en el Wide West. Ventana de notas con la etiqueta "oficina", probablemente la del sobrecargo o el empleado de transporte. También se muestra un tambor de vapor con camisa, cerrado con un riel bajo.

El casco del Wide West fue vendido a la Puget Sound Lighter and Transportation Company, que, manteniendo el nombre de Wide West, en 1889 instaló en el casco una pequeña máquina de vapor y un propulsor de hélice.  Los nuevos propietarios tenían la intención de poner el buque en servicio en el Estrecho de Puget. El casco iba a ser convertido en una "gigantesca barcaza de vapor" que se utilizaría para el transporte lento de mercancías en el Sound.
El 25 de diciembre de 1889, bajo el mando del capitán Frederick Sparling (nacido en 1862), el Wide West salió de la barra del río Columbia y se adentró en el océano Pacífico, para realizar el viaje alrededor de la Península Olímpica. El 6 de enero de 1890, los propietarios de la barcaza Wide West informaron de que creían que el buque se había perdido en el mar, lo que resultó ser cierto.
Según los informes, Sparling sólo tenía conocimientos limitados de navegación a vapor. Poco después de cruzar la barra, el Wide West se encontró con mar gruesa y viento fuerte. El casco del buque resultó ser ingobernable en estas condiciones, y un aparejo de vela auxiliar que se había instalado fue arrastrado por el viento. La hélice también se perdió, y el buque naufragó en la Isla de la Destrucción.
Sin embargo, ninguno de los tripulantes murió. Consiguieron llegar a tierra firme, donde caminaron a lo largo del río Hoh y buscaron la ayuda de los nativos americanos del lugar. El grupo consiguió un guía que les llevara hacia el norte a lo largo de la costa hasta La Push, Washington. Desde La Push, el grupo avanzó unas 40 millas a través de las Montañas Olímpicas hasta el río Pysht, donde pudieron embarcar en el vapor Evangel para llegar a Port Townsend, Washington.
Se dijo que el Wide West había sido una pérdida total. Se estimó que el valor de la barcaza era de unos 15.000 dólares. Sin embargo, todo lo que era móvil en el naufragio, incluidos los motores, la caldera y la maquinaria, fue rescatado antes de que el casco fuera destrozado. La licencia del ingeniero jefe, un tal Goulding, fue suspendida como consecuencia del naufragio. Los motivos de la suspensión fueron que el maquinista "se había hecho cargo de maquinaria nueva que nunca había sido inspeccionada, y además se hizo a la mar a sabiendas de que infringía las leyes marítimas; también por incompetencia demostrada al zarpar con sus motores y hélices en estado de inutilización".